# آيت موسى (آيت هودي الغربية)
آيت موسى هو دُوَّار يقع بجماعة آيت أم البخث، إقليم بني ملال، جهة بني ملال خنيفرة في المملكة المغربية. ينتمي الدوّار لمشيخة آيت هودي الغربية التي تضم 3 دواوير. يقدر عدد سكانه بـ 957 نسمة حسب الإحصاء الرسمي للسكان والسكنى لسنة 2004.

## وصلات خارجية
- البوابة الوطنية للجماعات الترابية
- المندوبية السامية للتخطيط